# ホーリネス
ホーリネス (Holiness) とは、聖化を指す語であり、特にこれを強調する教派の呼称とされることが多い。日本では中田重治監督を指導者とした信仰・運動・教派・教会について呼ばれる。
- ホーリネス運動 - ホーリネスの運動
- ホーリネス教会 - ホーリネスの教会
- 日本ホーリネス教会 - 中田重治監督を指導者とした日本のホーリネス教会